# Mark Wakefield
Mark Wakefield (født 31. maj 1974) var Linkin Parks tidligere vokalist, der på daværende tidspunkt hed Hybrid Theory, som gruppens Ep album fra 1999 kom til at hedde. Han mødte Mike Shinoda i high school og sluttede sig til bandet, der på det tidspunkt hed SuperXero. De lavede navnet om til Xero og optog det selv-samplede Xerobånd, der indeholdt sangene "Fuse", "Reading My Eyes", "Stick N' Move" and "Rhinestone". Før han gik ud af gruppen, nåede han kun at spille en opvarmningskoncert til hiphopgruppen Cypress Hill, og da de havde for lidt succes valgte Wakefield at droppe ud af bandet for at prøve sig med andre projekter. Han blev senere udskiftet med Chester Bennington og er nu manager for bandet Taproot.
Siden hen har han indspillet en sang ved navn "Ground Xero".
Selvom Wakefield forlod Xero, har han stadig medskrevet nogle sange til Linkin Parks debutalbum Hybrid Theory, som inkluderer "Crawling", "Runaway", "A Place for My Head" og "Forgotten".
Han er også ansvarlig for forsideplakaten til System of a Downs album Toxicity.